# Куитмен (округ, Миссисипи)
Округ Куитмен (англ. Quitman County) — округ штата Миссисипи, США. Население округа на 2000 год составляло 10117 человек. Административный центр округа — город Маркс.

## История
Округ Куитмен основан в 1877 году.

## География
Округ занимает площадь 1048.9 км2.

## Демография
Согласно переписи населения 2000 года, в округе Куитмен проживало 10117 человек (данные Бюро переписи населения США). Плотность населения составляла 9.6 человек на квадратный километр.